# Organisation de libération du Turkestan oriental
L'Organisation de libération du Turkestan oriental ou OLTO (Sharqiy Turkestan Azatliq Teshkilati en ouïghour latinisé) est une organisation armée sécessionniste ouïghoure prônant l'indépendance du Turkestan. Elle a été créée en Turquie à la fin des années 1990 pour lutter contre l'administration chinoise au Turkestan oriental, une région de Chine principalement peuplée de Ouïghours, Hans, Kazakhs et d'autres communautés turques. L'OLTO est considérée comme une organisation terroriste par le Kazakhstan et le Kirghizistan,,. L'organisation est placée sur la liste officielle des groupes terroristes de la république populaire de Chine. En décembre 2003, malgré les demandes du gouvernement chinois, les États-Unis refusèrent de la classer dans les organisations terroristes déclarant simplement que l'organisation était engagée dans des « attentats et attaques de faible ampleur motivés par un dessein politique »,.
L'OLTO opère principalement au Xinjiang mais aussi en Asie centrale et au Pakistan. Elle s'est alliée au Parti islamique du Turkestan et aux Talibans. Selon la Global Defence Review, il est largement admis qu'Al-Qaïda a participé au financement et à l'entraînement des combattants de l'OLTO et du MITO. En juin 2004, plusieurs combattants des deux organisations furent tués au Waziristan du Sud par les forces armées pakistanaises.